# Homogentisatdioxygenase
Homogentisatdioxygenase (HGD) ist der Name für das Enzym, das Homogentisat zu 4-Maleylacetoacetat spaltet. Dieser Reaktionsschritt ist wichtig für den Abbau der Aminosäure Tyrosin im Stoffwechsel aller Lebewesen. Ein Mangel an Homogentisatdioxygenase führt zu Alkaptonurie, einer Stoffwechselkrankheit, und die Ursache dafür ist immer eine Mutation des Gens, das den genetischen Code für das HGD-Enzym enthält.

## Biosynthese
Die größten Mengen Homogentisatdioxygenase werden in den Geweben der Prostata, des Dünn- und Dickdarms, der Nieren und der Leber gebildet.
Das Enzym codierende Gen befindet sich beim Menschen auf Chromosom 3, Genlocus q21–q23 und umfasst 54.100 Basenpaare mit 14 Exons. Nach der Transkription entsteht eine 1.713 Basen lange mRNA und das endgültige Protein zählt nach der Translation 445 Aminosäuren.

## Katalysierte Reaktion
Bei der von HGD ermöglichten Reaktion handelt es sich um die Eisen(II)-abhängige Ringöffnung des Homogentisat-Moleküls, mit gleichzeitiger Übertragung von zwei Sauerstoffatomen. Das Enzym agiert also als Dioxygenase. Es gibt keine Ähnlichkeiten zu anderen Enzymen mit Eisen als Kofaktor.